# Balls to the Wall
Balls to the Wall je páté album německé heavymetalové hudební skupiny Accept, vydané v roku 1983 v Německu a v roce 1984 ve Spojených státech. Je to pravděpodobně jejich nejznámější a také nejprodávanější album (přes dva miliony celosvětově prodaných nosičů).
Album označil kritik Martin Popoff za nejlepší heavy metalové album osmdesátých let.

## Titulní píseň
Kytarový riff z titulní písně „Balls to the Wall“ je pravděpodobně nejznámější od Accept.

## Sezam skladeb
1. „Balls to the Wall“ (5:50)
2. „London Leatherboys“ (3:57)
3. „Fight It Back“ (3:30)
4. „Head over Heels“ (4:19) (Deaffy)
5. „Losing More Than You've Ever Had“" (5:04)
6. „Love Child“" (3:35)
7. „Turn Me On“" (5:12)
8. „Losers and Winners“" (4:19)
9. „Guardian of the Night“" (4:25)
10. „Winter Dreams“" (4:45)

## Sestava
- Udo Dirkschneider – Zpěv
- Herman Frank – Kytara
- Wolf Hoffmann – Kytara
- Peter Baltes – Baskytara
- Stefan Kaufmann – Bicí